# Wolfgang Bubenik
Wolfgang Bubenik (* 31. März 1981 in Linz) ist ein österreichischer Fußballspieler. Aktuell spielt Bubenik für die 1B-Mannschaft von ASKÖ Oedt.

## Karriere
Bubeniks erste große Station war beim FC Blau-Weiß Linz. Nach dem Meistertitel in der Regionalliga Mitte mit Blau-Weiß wechselte er 2004 nach Pasching in die Bundesliga, wo er zum Stammspieler reifte.
Der Defensiv-Allrounder wechselte im Sommer 2007 nach der Lizenz-Übernahme nach Kärnten zum SK Austria Kärnten, welchen er im Sommer 2009 wiederum in Richtung LASK verließ. Im Sommer 2011 wechselte er zurück zum Linzer Lokalrivalen FC Blau-Weiß Linz.
Bei Blau Weiß verbrachte er insgesamt 5 Jahre, wobei er 115 Meisterschaftsspiele absolvierte. Im Sommer 2015 erfolgte dann der Wechsel zu ASKÖ Oedt, wobei er ab der Saison 2016 nur noch in der 1b-Mannschaft zum Einsatz kommt.
Bereits während seiner Zeit bei Blau-Weiß Linz besuchte Bubenik nebenbei die Polizeischule und ist heute (Stand: Mai) noch immer als Polizist tätig.